# Asociación Argentina de Consorcios Regionales de Experimentación Agrícola
La Asociación Argentina de Consorcios Regionales de Experimentación Agrícola, AACREA, es una asociación civil argentina que integra a los Consorcios Regionales de Experimentación Agrícola, conocidos en Argentina y Uruguay como Grupos CREA. Son grupos de trabajo formados por productores agropecuarios para fomentar el desarrollo tecnológico de la producción y coordinar más eficientemente la tarea productiva. Cooperan estrechamente en muchos casos con el Instituto Nacional de Tecnología Agropecuaria, Universidades y otras instituciones con las que mantienen convenios en diferentes regiones del país.
AACREA fue fundada en 1960, sobre un proyecto del arquitecto Pablo Hary en 1957. Está conformada por grupos de diez a doce productores de una misma región, a los que asiste un técnico especializado en la tarea de proporcionar soluciones específicas a la problemática local, basándose en las experiencias de los productores. Intenta de ese modo fomentar el intercambio de información para la mejora común de la producción; en ese marco, desarrolla e implementa proyectos de capacitación, experimentación y transferencia. Asimismo, promueve el intercambio y el trabajo en conjunto con expertos y organismos nacionales y extranjeros en investigación, prueba y adopción de nueva tecnología.
Institucionalmente, el objetivo del llamado Movimiento CREA es:

"promover el desarrollo integral del empresario agropecuario para lograr empresas económicamente rentables y sustentables en el tiempo, probando tecnología y transfiriéndola al medio para contribuir con el sector y el país."

En la actualidad, son socios del Movimiento CREA en la Argentina unos 1950 productores agropecuarios, propietarios o administradores de casi 4.000.000 de hectáreas de campo. Están agrupados en 204 Grupos CREA, distribuidos en 18 regiones. En total, trabajan con la Asociación, con las Regiones o con los Grupos CREA, 200 asesores técnicos, en su mayoría ingenieros agrónomos y veterinarios.
En 1998, por su aporte a la comunidad y a la empresa, fue reconocida con una Mención Especial de los Premios Konex. Su inserción en Uruguay es reciente, y no ha alcanzado aún la difusión y el prestigio que tiene el Movimiento en la Argentina. Sin embargo, su crecimiento en los primeros años del siglo XXI ha sido acelerado.